# 急性
醫學上，被描述為急性（英語：Acute (medicine)）的疾病，是表示疾病持續的時間不長，並且推論是近期發作的疾病。至於時間如何量化成"短暫"和"最近"，則需看疾病本身，還有看脈絡而定，但是"急性"的核心含義始終與"慢性"相對，而"慢性"是表示維持一段時間的疾病（例如，急性白血病相對於慢性白血病-請參考慢性病）。另外，"急性"通常還意味著另外兩個意思：突然發作，還有嚴重程度，例如急性心肌梗塞（AMI），表明的是既定的突然性和嚴重程度。因此，通常也意涵有暴發性的意思（如前述AMI的例子），但也不一定是必然（如稱為急性鼻炎，這病症通常只是普通感冒的同義詞）。急性心肌梗塞和急性鼻炎的共同之處是它們不是慢性的。它們可再次發生（如復發性肺炎，是多發急性肺炎發作），但不會有持續數月或數年的情況（不同於慢性阻塞性肺病）。
"急性疾病"的非計數意義是指任何疾病的急性階段，即病程短暫。例如，在一篇關於家禽潰瘍性小腸炎的文章中，作者說："在急性疾病中，可能有較高的死亡率，而沒有任何明顯的體徵"，指的是潰瘍性腸炎的急性形式或是階段。

## 含義變化
並非所有的急性疾病或傷害都是嚴重的，反之亦然。例如，輕度趾間關節扭傷（stubbed toe）是急性損傷。同樣，許多成人的急性上呼吸道感染和急性腸胃炎病例都是輕度的，通常在幾天或幾週內就可治愈。
"急性"這個術語也用在幾種疾病的定義之中，例如嚴重急性呼吸系統症候群（SARS）、急性白血病、急性心肌梗塞、和急性肝炎。這通常是為了與慢性疾病（例如慢性白血病）有所區別，或者強調疾病的突然發作性質，例如急性心肌梗塞 。

### 相關術語
相關術語包括：
| 術語             | 意思 |
| ---------------- | --- |
| 甚急性           | 非常急性或者猛烈。表示猛爆性,"acute"只是偶爾意涵猛爆性 不要把Peracute("very")和preacute混淆，（pre有"before"的意思） 。                                |
| 復發             | "再度發生（recurrent）"通常指多項急性發病中的一項。復發（relapse）與recurrent的意思相同，但是relapse通常是用在治療慢性疾病時，症狀緩解之後，再度復發。 |
| 慢性疾病急性發作 | 這樣的情況有多種，包括肝衰竭、頭部外傷、腎功能衰竭、呼吸衰竭、、和支氣管炎。                                                                           |
| 急性慢性合併炎症 | 用來描述急性和慢性發炎合併發作。例如哮喘、類風濕性關節炎、慢性消化性潰瘍、慢性牙周病、肺結核、扁桃腺炎 ，還有其他病症。                                |
| 亞急性           | 一種比較模糊的狀況，不是急性，而是介於急性與慢性之間者，例如亞急性菌性心內膜炎（subacute endocarditis）, 或者亞急性硬化性全腦炎。                      |
| 慢性病           | 影響持續，或者長期存在，或者隨時間推移而發展的疾病. |

## 急診護理
急性護理是指成年患者的早期和專科治療，這些患者，身體有廣泛的醫療情況，通常在入院或從其他專科機構轉診後的48小時內，就需要急診護理。
急診醫院是指主要為執行短期醫療和/或外科治療和護理的醫院。相關醫學專業是急診醫學。